# 다나카 도모유키 (프로듀서)
다나카 도모유키(田中友幸 たなか ともゆき[*], 1910년 4월 26일 ~ 1997년 4월 2일)는 일본의 영화 제작자이다. 도호 영화 대표 이사 회장, 일본 창조 기획 대표 이사 회장, 일본 아카데미상 협회 부회장, 일본 영화 텔레비전 프로듀서 협회 고문을 역임했다. 《고질라》의 창작자로 잘 알려져 있다.

## 참여 작품
- 고지라 (1954년 영화)
- 고지라의 역습
- 요짐보
- 킹콩 대 고지라
- 모스라 대 고지라
- 삼대 괴수 지구 최대의 결전
- 고질라 7 - 고질라 대 몬스터 제로
- 고질라 8 - 고질라 대 바다 괴물
- 킹콩의 역습
- 고질라 9 - 고질라 2세
- 고질라 10
- 고질라 11 - 리벤지
- 고지라 대 헤도라
- 고질라 13 - 고질라 대 지간
- 고질라 17 - 고질라 1985
- 고질라 18 - 고질라 대 비올란테
- 고지라 vs 디스트로이어